# Ełchowo (gmina)
Ełchowo (bułg. Община Елхово) – gmina w południowo-wschodniej Bułgarii, w obwodzie Jamboł.

## Miejscowości
Miejscowości wchodzące w skład gminy Ełchowo:
- Bojanowo (bułg.: Бояново),
- Borisowo (bułg.: Борисово),
- Czernozem (bułg.: Чернозем),
- Dobricz (bułg.: Добрич),
- Ełchowo (bułg.: Елхово) − siedziba gminy,
- Golam Derwent (bułg.: Голям Дервент),
- Granitowo (bułg.: Гранитово),
- Izgrew (bułg.: Изгрев),
- Kiriłowo (bułg.: Кирилово),
- Lesowo (bułg.: Лесово),
- Łałkowo (bułg.: Лалково),
- Małko Kiriłowo (bułg.: Малко Кирилово),
- Małomirowo (bułg.: Маломирово),
- Małyk manastir (bułg.: Малък манастир),
- Mełnica (bułg.: Мелница),
- Pczeła (bułg.: Пчела),
- Razdeł (bułg.: Раздел),
- Sławejkowo (bułg.: Славейково),
- Strojno (bułg.: Стройно),
- Trynkowo (bułg.: Трънково),
- Wyłcza polana (bułg.: Вълча поляна),
- Żrebino (bułg.: Жребино).